# 圭內斯郡愛德華國王的城堡和城牆
圭內斯郡愛德華國王的城堡和城牆（英語：Castles and Town Walls of King Edward in Gwynedd）是位於英國威爾士的一處世界文化遺產，包括了修建於13世紀的四個城堡。這些城堡都是由征服了威爾士公國的英格蘭國王愛德華一世建造的。城堡均建設於1283年至1290年代期間。這些城堡都是重要的軍事要塞，也從側面反映出面對英格蘭的侵略，威爾士的反抗曾十分激烈。四座城堡均是由圣乔治的詹姆斯設計的。這四座城堡包括了博馬里斯城堡、加拿分城堡、康威城堡和哈萊克城堡。聯合國教科文組織將這四座城堡譽為歐洲13世紀晚期至14世紀初期最佳的軍事建築範例。